# Vågå
Vågå (Na Uy phát âm: [ʋo ː ɡo ː]) là một đô thị ở hạt Oppland, Na Uy. Nó là một phần của khu vực truyền thống của Gudbrandsdal. Trung tâm hành chính của đô thị này là làng Vågåmo.
Giáo xứ của Vaage được thành lập như là một đô thị ngày 1 tháng 1 năm 1838 (xem formannskapsdistrikt). Các khu vực của Sel và Heidal bị cách ly khỏi các đô thị của thành phố Vågå để trở thành riêng biệt của mình ngày 1 tháng 1 năm 1908.